# Комита ди Торрес

Юдикаты средневековой Сардинии

Комита ди Торрес (Comita di Torres) (ок. 1160 — 1218) — судья Логудоро (Торреса) с 1191/1198 и Галлуры в 1211—1216.

## Биография
Второй сын Барризоне II ди Торреса и его жены Прециозы ди Оррубу.
Наследовал старшему брату Костантино II в 1191/1198 г.
В то время уже шла война с Гульельмо ди Масса, который захватил Гочеано и некоторые другие территории на границе с Арбореей. В силу сложившихся обстоятельств Комита ди Торрес был вынужден объявить себя вассалом республики Пиза и признать за Гильомом де Масса все захваченные им территории.
Мир был скреплён браком сына Комиты Мариано и второй дочери Гильома Агнессы. При этом её приданым стали Гочеано и другие земли, захваченные у Торреса.
В 1211 г. Комита ди Торрес заключил военный союз с Генуей, благодаря чему присоединил к своим владениям Галлуру. В следующем году участвовал в разделе Арбореи (получил четверть её территории, другая четверть досталась Гульельмо ди Масса, и половина — Баризоне ди Серра, сыну покойного судьи Пьетро I).
В 1214 г. Гильом де Масса умер. Через два года, воспользовавшись его смертью, братья Ламберто и Убальдо Висконти захватили Галлуру.

## Женитьба и дети
В возрасте около 20 лет Комита ди Торрес женился на Синиспелле, дочери судьи Арбореи Баризоне II, вдове Уго Понса де Сервера, виконта Баса (Каталония). Дети:
- Мария, жена Бонифация де Салуццо
- Прециоза
- Мариано II, судья Торреса
- Жиоржия, жена Мануэле Дориа.

Через 25 лет брака Комита ди Торрес развёлся с первой женой и женился на Агнессе де Салуццо, дочери Манфреда II де Салуццо. Дочь:
- Изабелла, жена Ланфранко Спинола.

## См.также
Торрес (юдикат)